# Suzanne Khardalian
Suzanne Ohannes Khardalian Holmquist, född 5 februari 1956 i Beirut i Libanon, är en svensk dokumentärfilmare och journalist av armeniskt ursprung. Hon har utbildat sig till journalist i Beirut och Paris, och var chefredaktör för den armeniska tidningen Gamk i Paris. Sedan 1987 bor hon i Stockholm. 
Hennes och maken PeÅ Holmquists film Tillbaka till Ararat om det armeniska folkmordet belönades med en Guldbagge för bästa svenska film 1988.

## Filmografi
- 1988 – Tillbaka till Ararat
- 1991 – Göm dig Angela!
- 1996 – Lejonet från Gaza
- 1997 – Hennes armeniske prins
- 2000 – Från opium till krysantemum
- 2001 – Ord och sten - Gaza 2000
- 2002 – Var finns min seger?
- 2005 – Bullshit
- 2005 – Jag hatar hundar!
- 2008 – Unge Freud i Gaza
- 2011 – Farmors tatueringar
- 2014 – Camelen